# مي عودة
مي عودة (1981-) هي مخرجة ومنتجة سينمائية فلسطينية، ولدت في بيرزيت. حصلت على درجة الماجستير في السينما من جامعة ليلهامر بالنرويج. وحازت على لقب "أفضل موهبة عربية في الشرق الأوسط" من مجلة فارايتى لعام 2020 ضمن مهرجان الجونة السينمائي. بدأت مي عودة مسيرتها كمنتجة بفيلمها الروائي الطويل الأول "200 متر"، الذي عُرض لأول مرة في مسابقة أيام فينيسيا في مهرجان البندقية السينمائي، حيث حصل الفيلم على أكثر من 25 جائزة عالمية. كما أسست شركة "عودة للأفلام" (ODEH FILMS) وهي شركة إنتاج تهدف إلى إنتاج وتوزيع أفلام وثائقية وروائية إبداعية.
عملت مؤخراً على تطوير العديد من الأفلام الروائية وهي الآن في مرحلة ما بعد الإنتاج مع فيلم عراقي روائي طويل بعنوان "الجنائن المعلقة" للمخرج أحمد الدراجي، الذي حصل على جائزة La Biennale di Venezia لأفضل فيلم في مرحلة ما بعد الإنتاج في Final Cut Venice 2021. وقامت بتنظيم العديد من العروض السينمائية بما في ذلك منصة الأفلام الفلسطينية، السجادة الحمراء والسينما المتنقلة، وهو مشروع يتضمن السفر عبر محافظات الضفة الغربية لعرض الأفلام وتقريب عالم السينما من الجمهور الذي لا يستطيع الوصول إليها. تعيش حالياً في ميونيخ حيث تعمل على تنفيذ مشروع رواية القصص للشباب في أماكن مختلفة في فلسطين باستخدام الفيديو. وهي عضو في أكاديمية السينما الأوروبية.

## أفلامها
قدمت عودة العديد من الأفلام البارزة منها:
- يوميات.
- إجرين مارادونا.
- غزة بعيونهن.
- الهدية.
- ألف نار.

## الجوائز والتكريمات
نال فيلمها 200 متر الذي أنتجته وأخرجه أمين نايفة على العديد من الجوائز، من بينها جائزة أفضل فيلم روائي في مهرجان الجونة السينمائي في مصر، وفي عام 2021 أنتجت الفيلم الوثائقي ألف نار للمخرج سعيد تاجي فاروقي.